# Alanyurt, İscehisar
Alanyurt là một thị trấn thuộc huyện İscehisar, tỉnh Afyonkarahisar, Thổ Nhĩ Kỳ. Dân số thời điểm năm 2011 là 1.599 người.